# 高盧縣 (俄亥俄州)
高盧縣（英語：Gallia County）是美國俄亥俄州南部的一個縣，南隔俄亥俄河與西維吉尼亞州相望。面積1,200平方公里。根據美國2000年人口普查，共有人口31,069人。縣治加利波利斯 (Gallipolis)。
成立於1803年3月25日。本縣以殖民者的故鄉、法國的拉丁語名字高盧命名。